# هتل نوآر
هتل نوآر (به انگلیسی: Hotel Noir) فیلمی محصول سال ۲۰۱۲ و به کارگردانی سباستین گوتیه‌رس است. در این فیلم بازیگرانی همچون روفس سوئل، مالین اکرمان، کارلا گوجینو، دنی دویتو، رزاریو داوسون، کوین کانلی، رابرت فورستر و مندی مور ایفای نقش کرده‌اند.